# Muzeum Stasi w Berlinie
Muzeum Stasi w Berlinie (niem. Stasi-Museum Berlin), znane również jako Forschungs- und Gedenkstätte Normannenstraße jest centrum badań i pamięci o systemie politycznym byłej NRD. Znajduje się w dzielnicy Berlina – Lichtenberg, w byłej siedzibie Ministerstwa Bezpieczeństwa Publicznego Stasi (Ministerium für Staatssicherheit), przy Ruschestraße, w pobliżu Frankfurter Allee i stacji U-Bahn Magdalenenstraße.
Powierzchnia kwartału na którym znajdowało się kilkadziesiąt obiektów resortu liczyła około 20 ha i było miejscem pracy około 8000 pracowników (1989).
Centralnym punktem całego kompleksu jest „Dom 1”, w którym znajdowało się biuro ministra bezpieczeństwa państwowego, Ericha Mielkego.

Około 4 km na północ od muzeum znajduje się drugi pod względem wielkości kompleks obiektów Stasi w Berlinie (ponad 3200 funkcjonariuszy), mieszczący m.in. centralne więzienie śledcze Stasi, znane obecnie jako Miejsce Pamięci Berlin-Hohenschönhausen.